# Administrator de rețea
Administratorul de rețea (în engleză network administrator) este persoana responsabilă cu mentenanța hardware-ului și a sistemelor software care alcătuiesc o rețea de calculatoare, incluzând mentenanța și monitorizarea rețelei de calculatoare sau a infrastructurii convergente și a echipamentelor asociate.
Administratorii de retea își canalizează atenția pe componentele rețelei în infrastructura LAN/WAN a unei companii, asigurând integritatea. În funcție de companie, administratorul de rețea poate de asemenea concepe și implementa rețele.
Rolul concret al unui administrator de rețea poate varia în funcție de locul de muncă, dar va include adesea activități și sarcini precum alocarea adreselor IP, gestionarea și implementarea protocoalelor de rutare, configurarea tabelelor de rutare șamd. Poate include mentenanța anumitor servere, gatway-uri vpn, sisteme de detecție a intruziunilor (IDS) etc.
În organizațiile mici, administratorii de rețea pot fi de asemenea implicați tehnic în mentenanța și administrarea serverelor, stațiilor de lucru, imprimantelor, ruterelor, configurarea unor switch-uri și firewall-uri, telefoane IP, smartphone-uri, precum și a unei game largi de tehnologii incluzând atât hardware cât și software.
Administratorul de rețea este o subspecializare specifică a unui administrator de sistem, care în afară de administrarea rețelelor se mai poate ocupa de administrarea bazelor de date, a securității sau a serverelor web.